# Stadens ljus
Stadens ljus (engelska: City Lights) är en amerikansk romantisk komedifilm från 1931, regisserad och producerad av Charlie Chaplin.

## Handling
Filmen skildrar en luffares kärlek till en blind blomsterförsäljare. Inför henne låtsas han vara rik samtidigt som han försöker samla in pengar till hennes ögonoperation. Han blir vän med en alkoholiserad miljonär som när han är berusad är mycket trevlig och gärna ger pengar till luffaren, och när han är nykter inte vill veta av honom. 
Luffaren anklagas oskyldigt för att ha rånat sin rike deltidsvän och åker i fängelse. När han väl kommer ut stöter han, i den mycket rörande slutscenen, på sin blinda kärlek, men som nu genomgått operationen och fått synen tillbaka. Det hela slutar mycket lyckligt när hon upptäcker att det är luffaren som varit den "rike mannen" och de båda är mycket lyckliga över att ha funnit varandra igen.

## Om filmen
Stadens ljus har vistas i SVT, bland annat 1981, 1983 och i juni 2021.

## Rollista
- Virginia Cherrill – en blind flicka
- Florence Lee – hennes mormor
- Harry Myers – en excentrisk miljonär
- Al Ernest Garcia – hans butler (krediterad som Allan Garcia)
- Hank Mann – en proffsboxare
- Charlie Chaplin – en luffare

Ej krediterade:
- Robert Parrish – tidningspojke
- Henry Bergman – borgmästare och den blinda flickans granne
- Albert Austin – sopare/inbrottstjuv